# 高崎站 (日本)
高崎站（日语：〔〕／ Takasaki eki */?）是位於日本群馬縣高崎市八島町的東日本旅客鐵道（JR東日本）、上信電鐵鐵路車站。
高崎站集合了東南西北方各路線，是群馬縣內最大車站，也是縣內唯一設車站大樓及可換乘新幹線的車站。
本站是上越新幹線與北陸新幹線分岐點，把群馬縣内廣大範圍與首都圏和北陸地方連接的車站。

## 概要
此站自古以來都是交通要衝，有9條路線停靠，是北關東少數具有總站機能的車站。在新幹線開業前就已經擔任東京起往上越線方向與往信越本線方向的分岔點機能。雖然長距離輸送的角色已交由新幹線負責，但仍然是上越新幹線與北陸新幹線的分岔點，即使是在來線部分也擔任著通向群馬縣內各地的各路線總站的車站。
事務管編號使用▲411416。

### 停靠路線
此站有JR東日本的新幹線、在來線各線與上信電鐵上信線停靠。上信線以此站為起點。
JR東日本的新幹線有上越新幹線與北陸新幹線2條路線停靠。北陸新幹線以此站為起點，此站以南途經上越新幹線直通至東京站。
JR東日本的在來線各線直通如下。JR貨物的貨物列車皆作為第二種鐵道事業運行。
■高崎線：此站的所屬線，並以此站為終點。往埼玉縣與東京都心方向的大動脈，在上野到發。另外可途經池袋、新宿、大崎、武藏小杉、橫濱等直通運行至東海道線的湘南新宿線列車，途經上野、東京、品川直通運行至東海道線的上野東京線列車到發。另外與下述的上越線、信越本線軌道接續可以直通，但現在定期列車只限直通上越線、兩毛線、吾妻線。（往吾妻線的直通只限特急）
■上越線：以此站為起點，通往新前橋、澀川、水上、土合、越後湯澤方向。普通電車往土合方向需要在水上站轉乘。
■信越本線：以此站為起點。曾經一如其名通向信越（長野、新潟）方向，與北陸新幹線開業的同時廢除了橫川－輕井澤間，輕井澤－篠之井間經營移管至第三部門「信濃鐵道」，並自此分斷。因此，此段只以群馬縣側的信越本線橫川為終點，該路段在旅客導覽上多數顯示和稱呼為「信越線」。
正式的軌道名稱上只有以上3條路線，但上述路線的中途站分岔出以下各線（對於這些路線JR貨物不持有鐵道事業免許）的列車都直通至此站，前述的3條路線合計6方向的列車到發。
■八高線：高麗川方向起北上，由倉賀野起途經高崎線直通至此站3號月台。曾經有由高麗川直通至拜島、八王子方向的列車，後來因為高麗川－八王子間電氣化，使用路段以高麗川為界南北分斷，高崎開出的定期運用只直達高麗川。
■兩毛線：新前橋起途經上越線直通。高崎線起包括特急的一部分列車作為「高崎·兩毛線」直通至前橋。
■吾妻線：澀川起途經新前橋和上越線直通。如同前述，上野起途經高崎線、上越線直通至長野原草津口的特急。

## 車站構造
地平部為JR線（在來線）與上信電鐵月台，高架部為新幹線月台。

### JR東日本

#### 在來線月台配置
除1號線以外皆為島式月台。3號線（八高線）、7號線、8號線（高崎線部份列車）以外，其他皆不是固定的發車月台。高崎線、上越線、兩毛線的列車於本站折返。
- 高崎站在來線月台發車旋律採用「Gota del Vient」

| 月台       | 路線    | 目的地                                                      | 備註                                                                             |
| ---------- | ------- | ----------------------------------------------------------- | -------------------------------------------------------------------------------- |
| 2、4、7、8 | ■高崎線 | 大宮、東京、新宿、橫濱方向 （包括■湘南新宿線、■上野東京線） | 除早上部分此站始發的列車以外主要於2號月台開出、 上越線起的直通列車使用7、8號月台 |
| 2、4、5、6 | ■上越線 | 澀川、沼田、水上方向                                        |                                                                                  |
| 2、4、5、6 | ■吾妻線 | 中之條、長野原草津口、萬座·鹿澤口、大前方向                 |                                                                                  |
| 2、4、5、6 | ■兩毛線 | 前橋、伊勢崎、桐生、足利、佐野、小山、宇都宮方向            | 高崎線起的直通列車使用2、4號月台                                                 |
| 2、4、5、6 | ■信越線 | 安中、松井田、橫川方向                                      |                                                                                  |
| 3          | ■八高線 | 群馬藤岡、寄居、小川町、高麗川、八王子方向                  |                                                                                  |

（來源：JR東日本:車站構內圖 （页面存档备份，存于））

#### 新幹線月台配置
島式2面4線，由上越新幹線、北陸新幹線共同運用。新幹線的分岐點位於本站約4km前。
- 基本由北陸新幹線下行使用11號線、上越新幹線下行使用12號線發車。

| 月台   | 路線                   | 方向 | 目的地               | 備註     |
| ------ | ---------------------- | ---- | -------------------- | -------- |
| 11、12 | 上越新幹線             | 下行 | 長岡、新潟方向       |          |
| 11、12 | 北陸新幹線（途經長野） | 下行 | 長野、富山、金澤方向 |          |
| 11、12 | 新幹線                 | 上行 | 大宮、上野、東京方向 | 此站始發 |
| 13、14 | 新幹線                 | 上行 | 大宮、上野、東京方向 |          |

（來源：JR東日本:車站構內圖 （页面存档备份，存于））

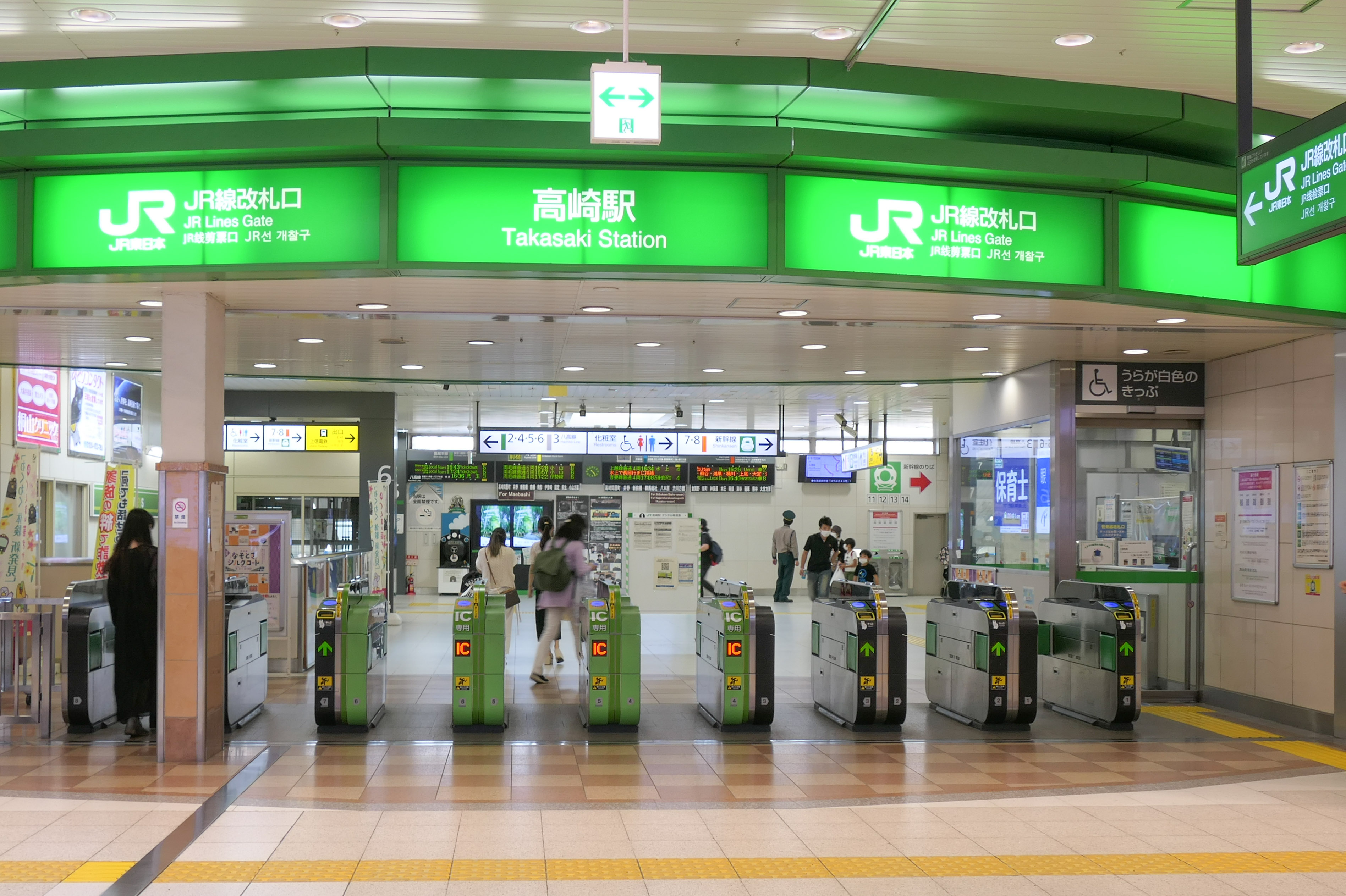
在來線閘口（2021年6月）
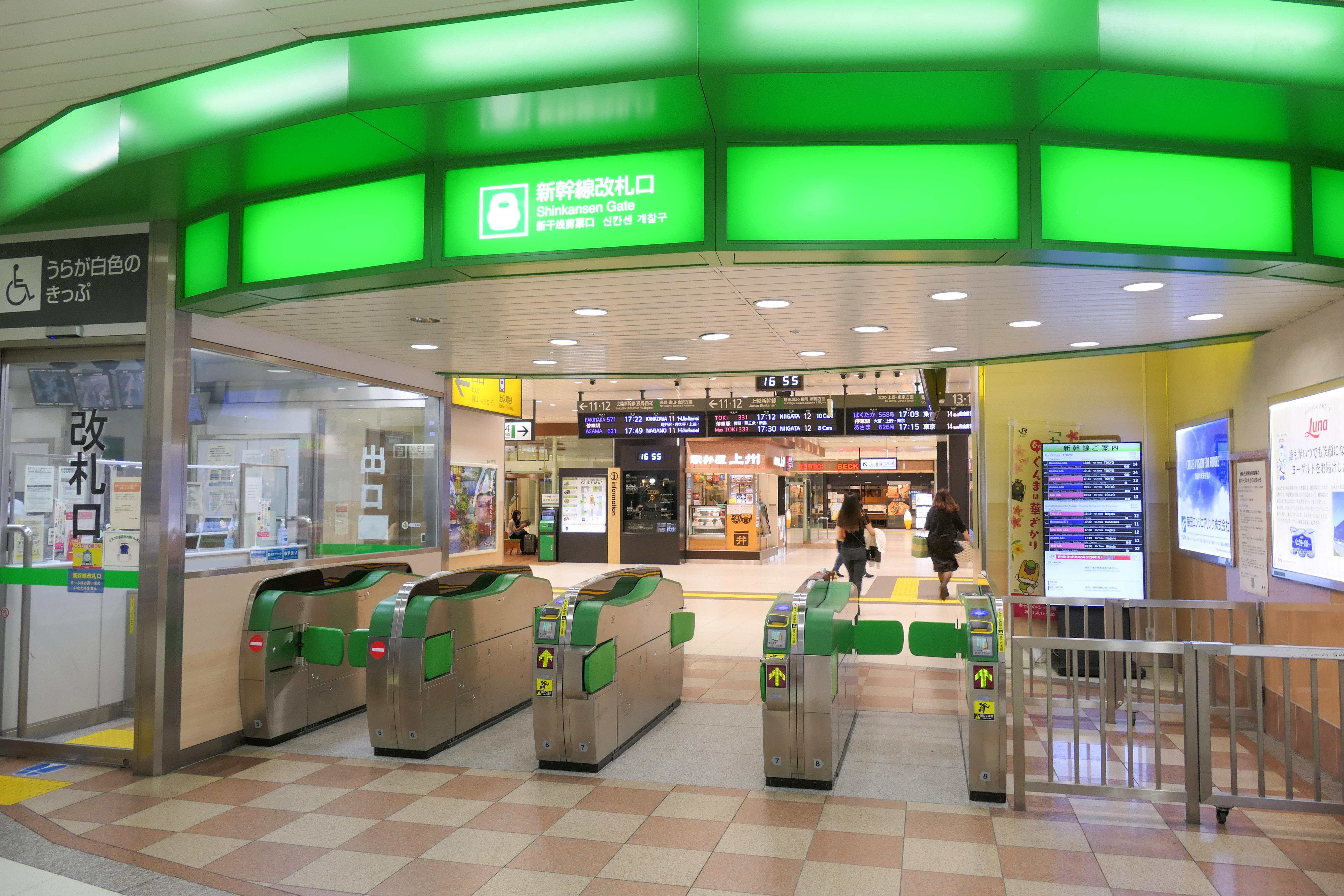
新幹線閘口（2021年6月）
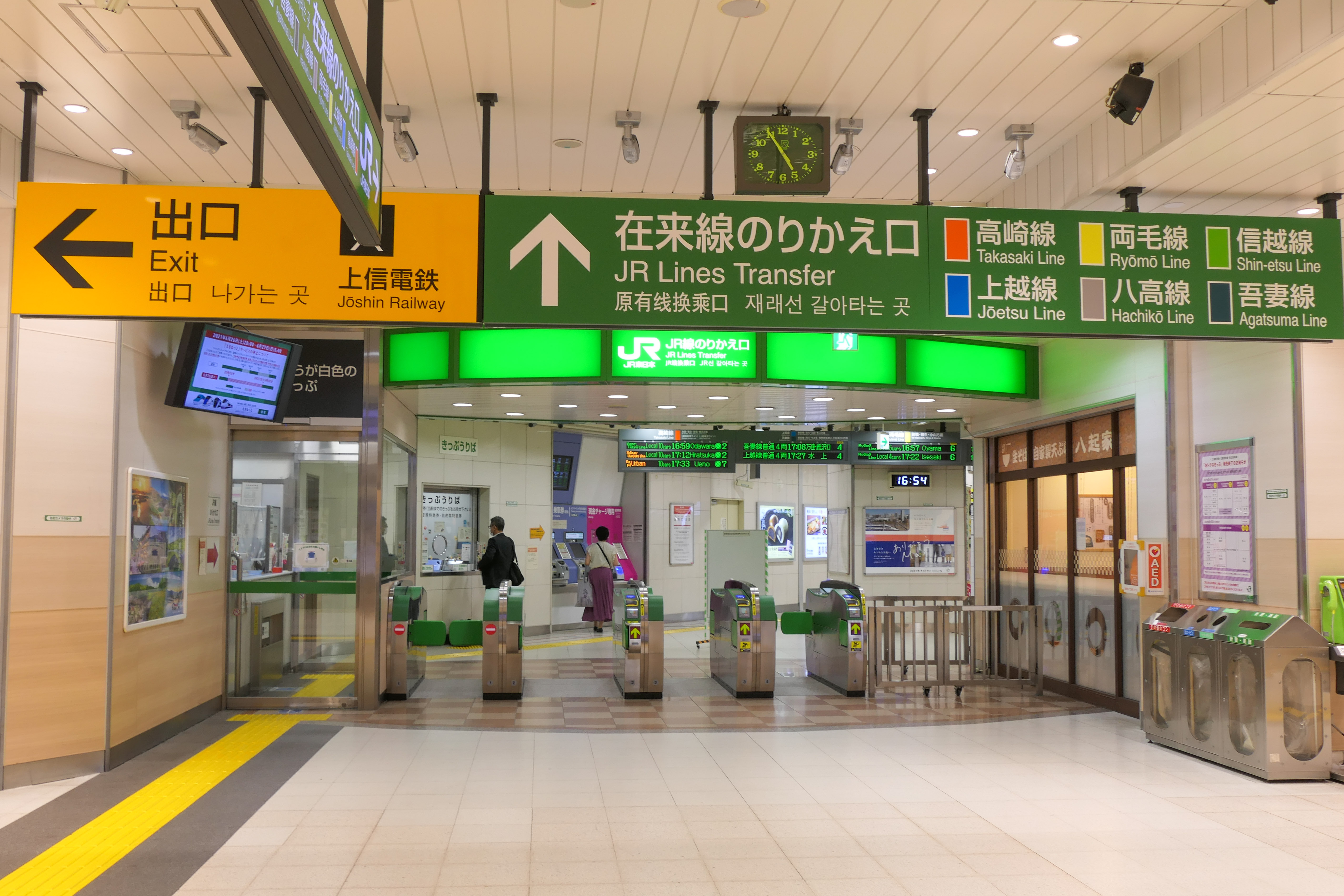
在來線、新幹線轉乘閘口（2021年6月）
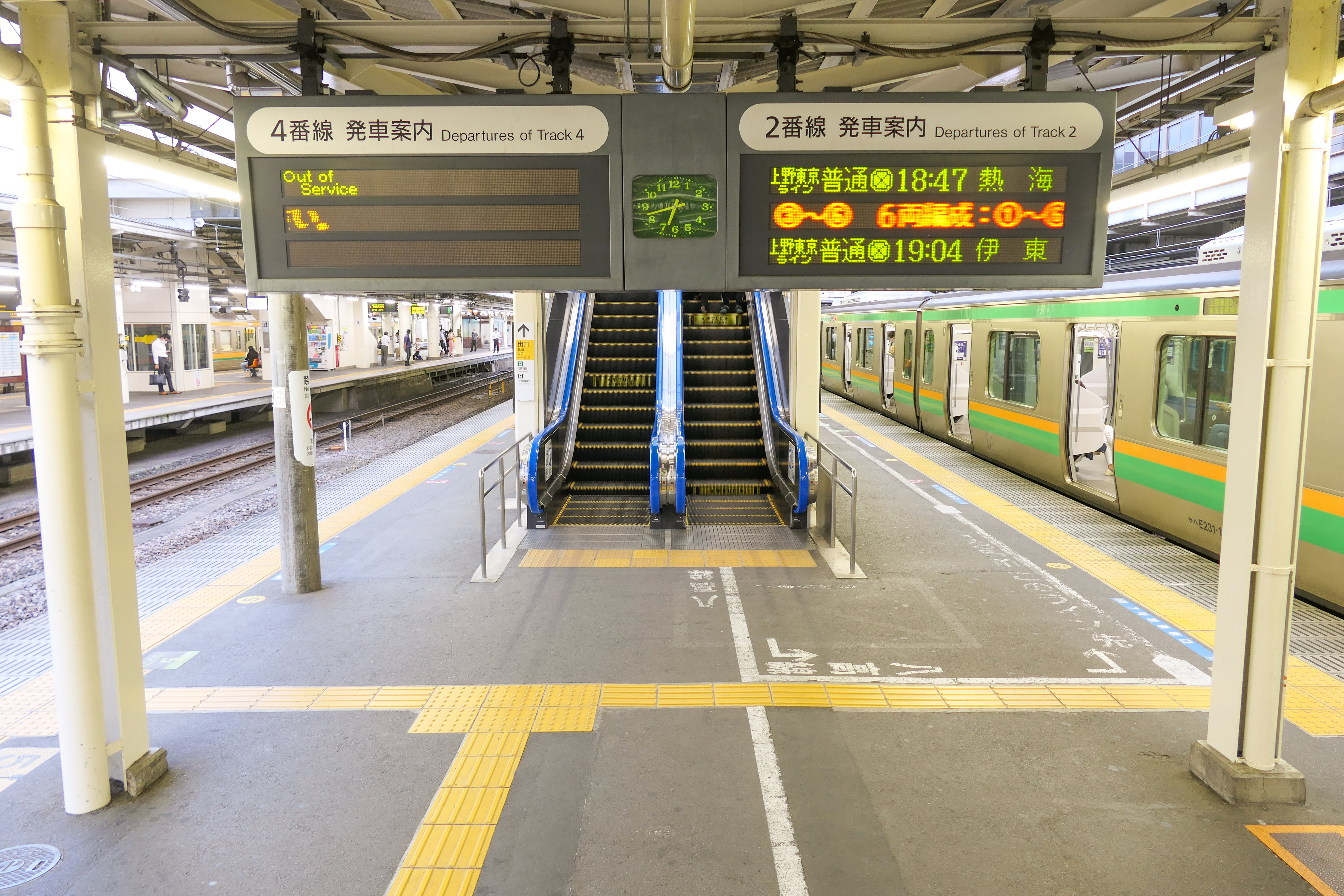
2、4號月台（2021年6月）
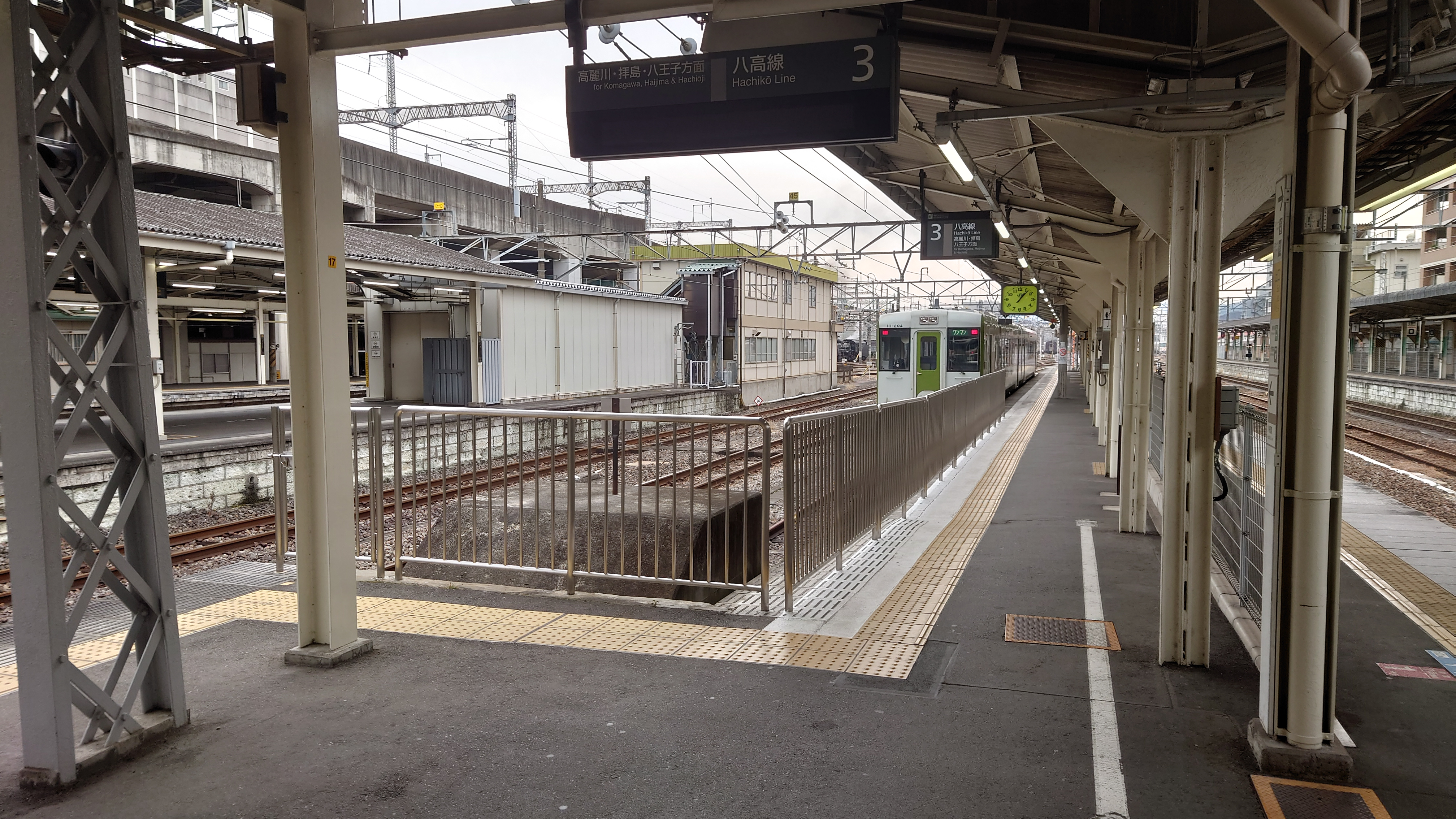
3號月台（2021年1月）
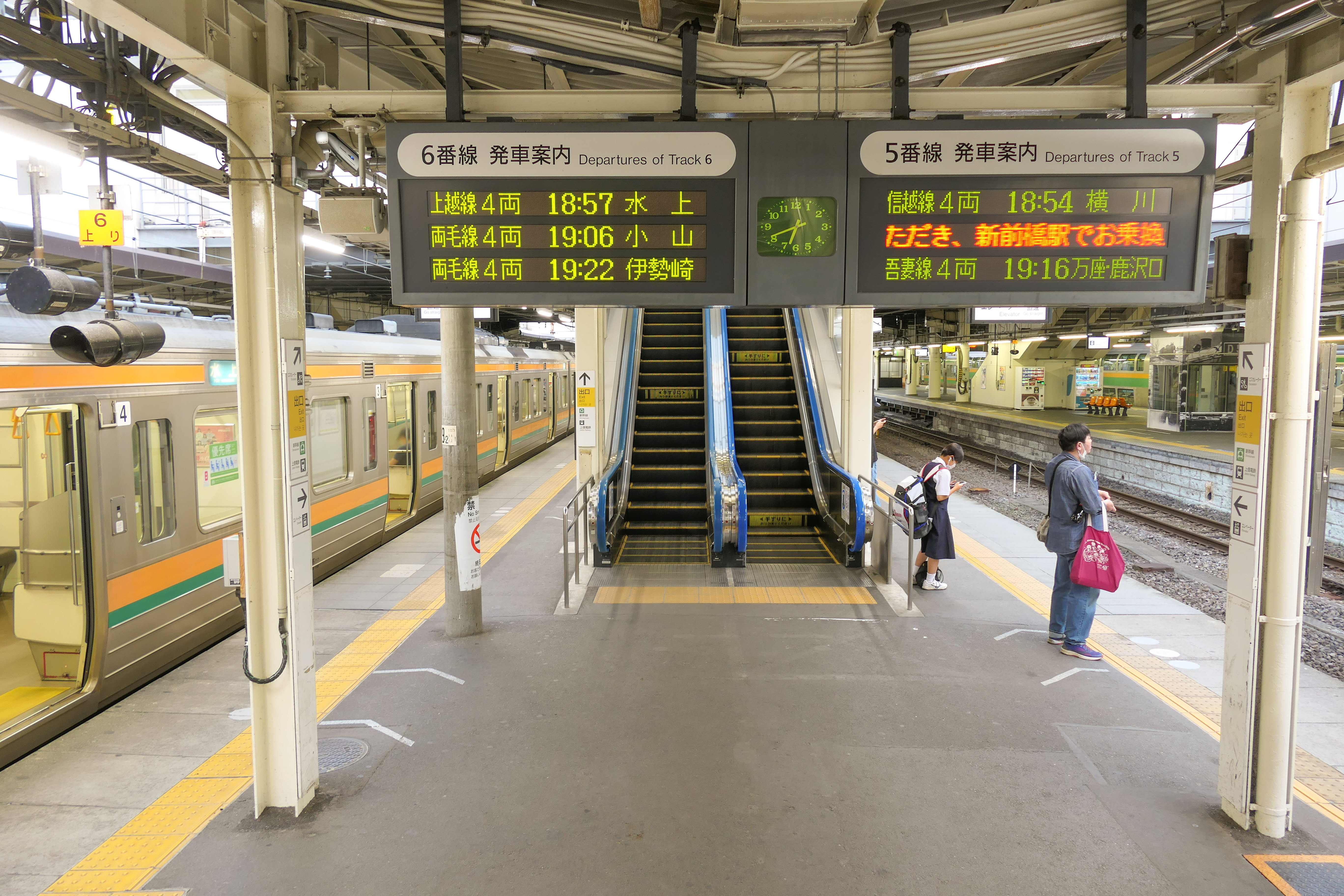
5、6號月台（2021年6月）
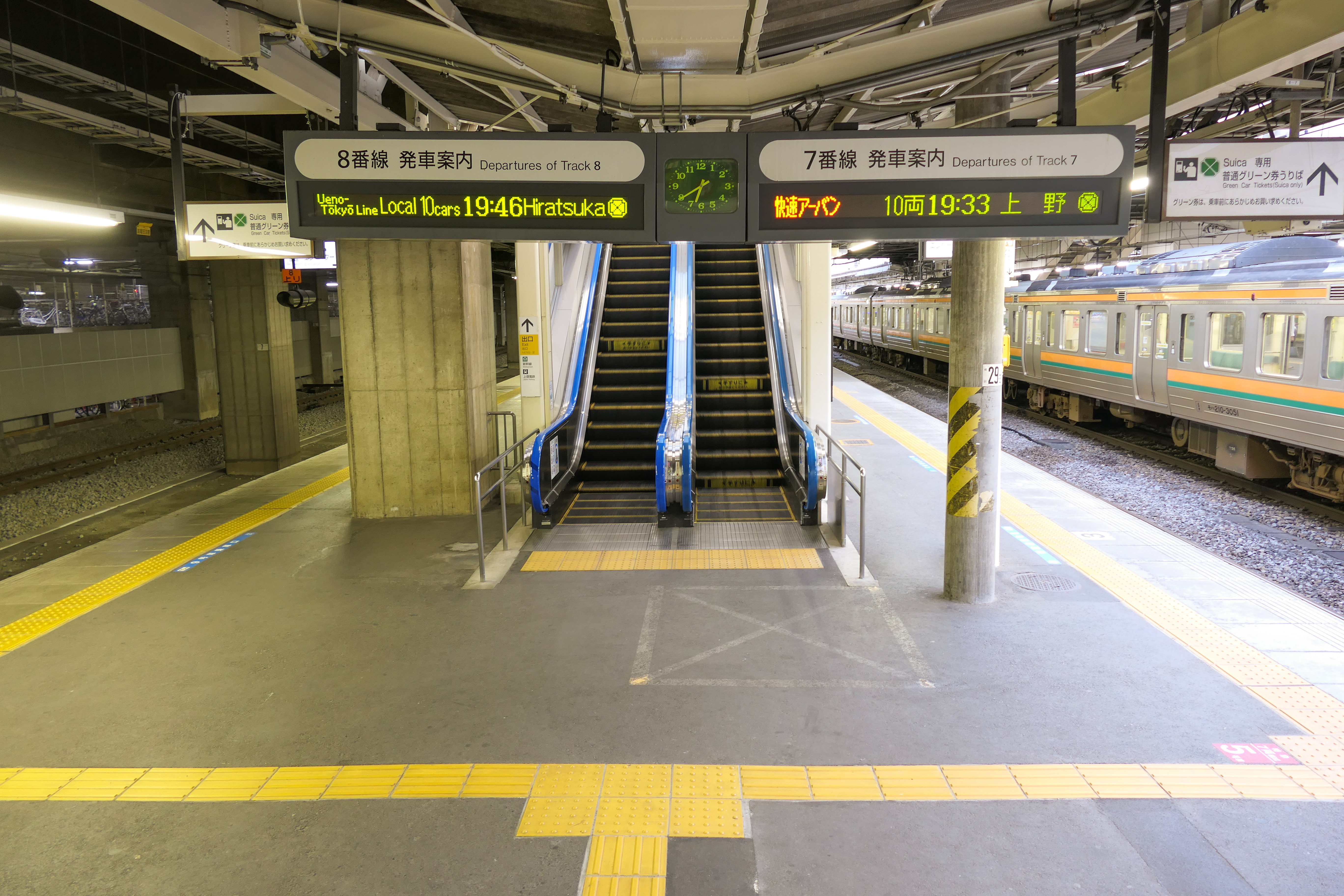
7、8號月台（2021年6月）
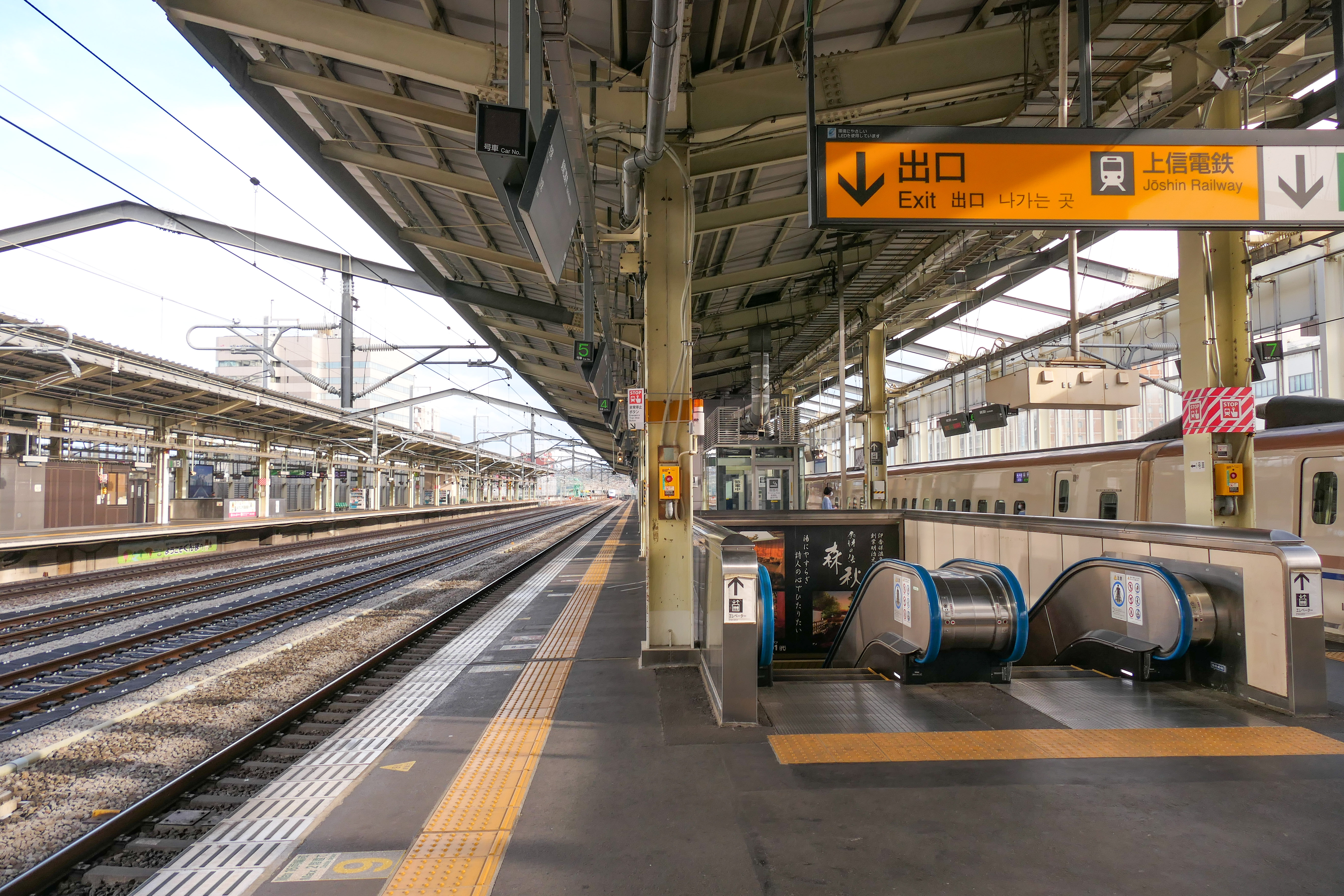
11、12號月台（2021年6月）
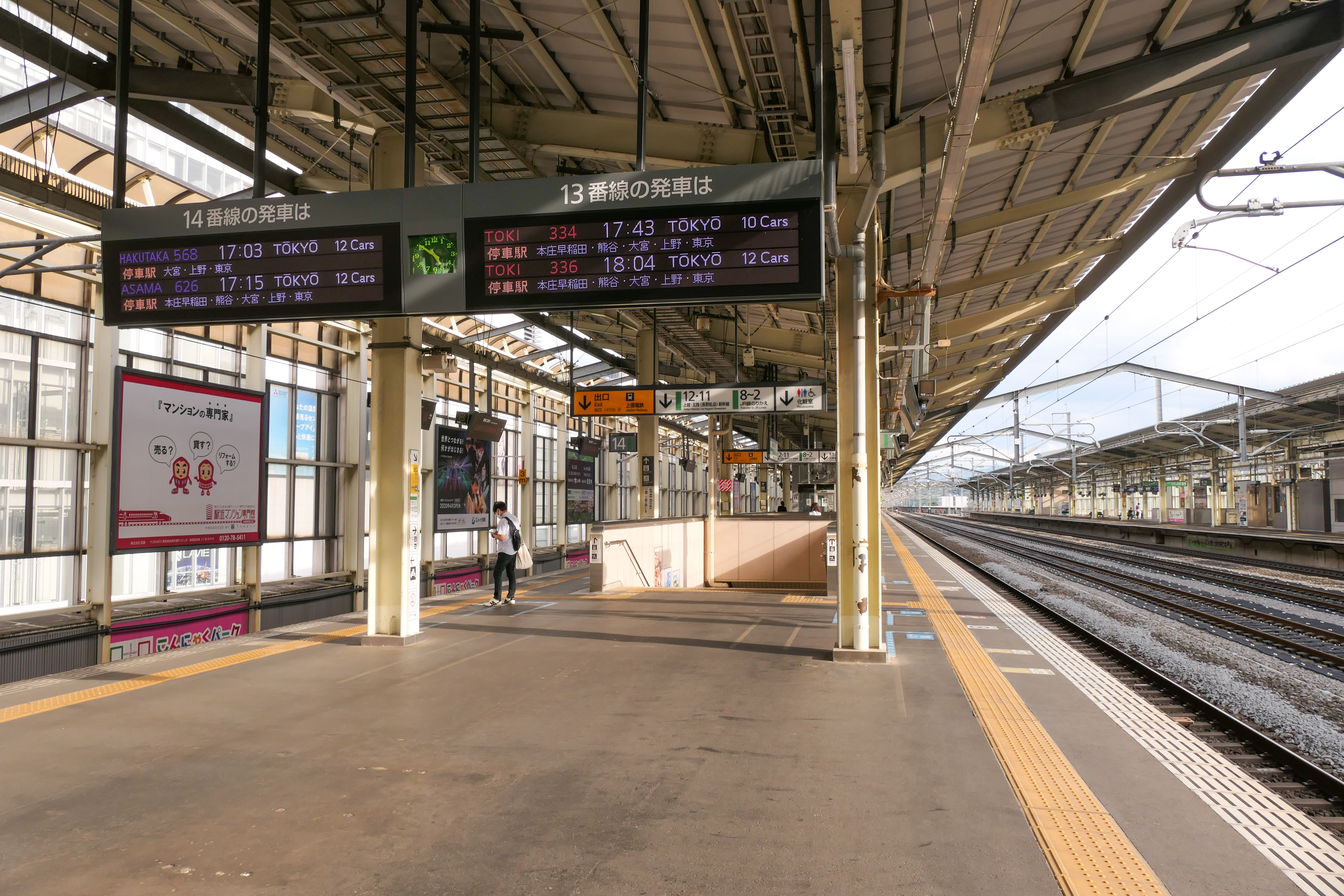
13、14號月台（2021年6月）

### 上信電鐵
1號線的南側有頭端式的0號線月台、上信電鐵使用此月台。

#### 月台配置
| 月台 | 路線    | 目的地     |
| ---- | ------- | ---------- |
| 0    | ■上信線 | 下仁田方向 |

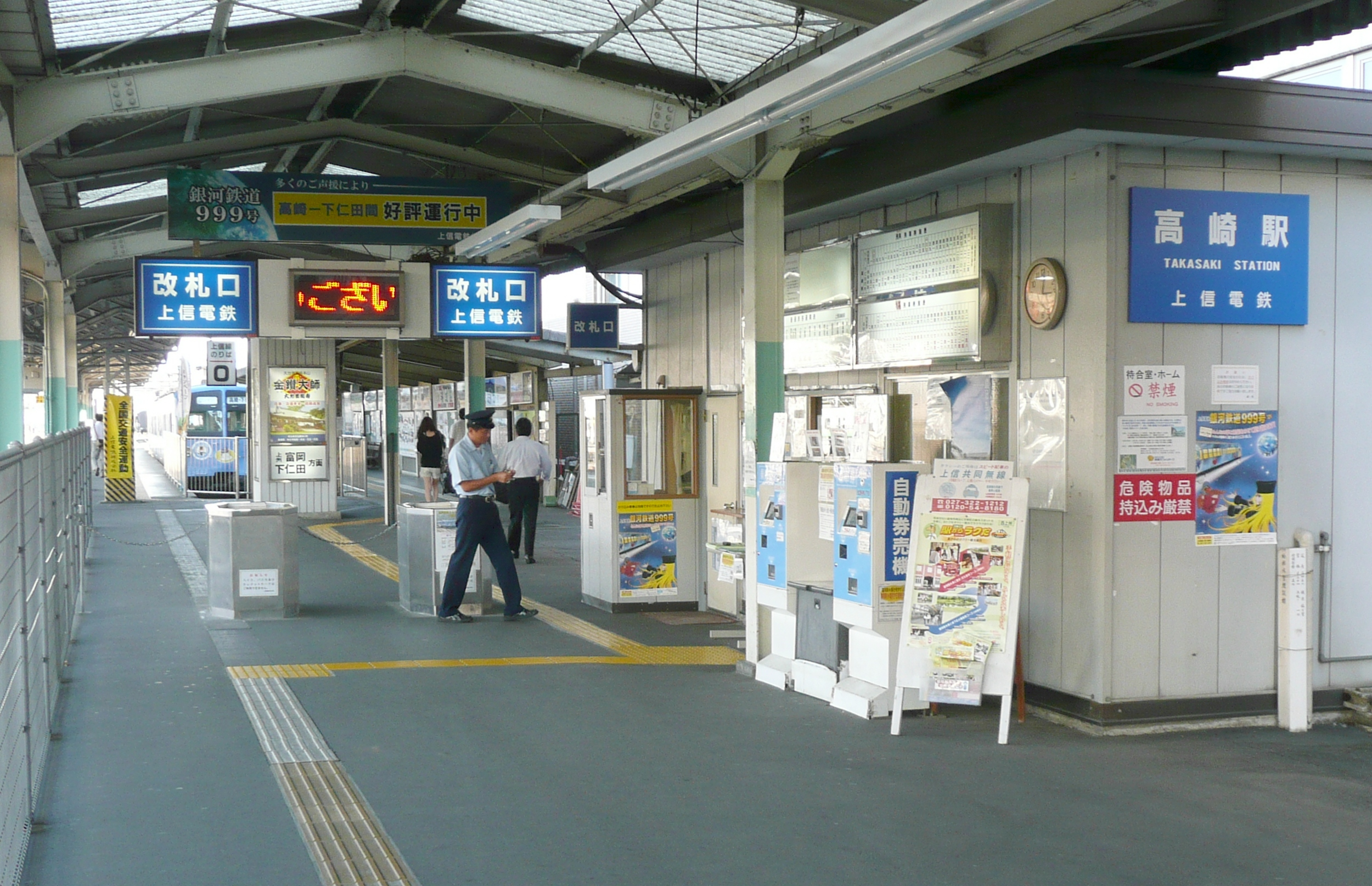
檢票口（2011年9月）

## 使用情況
由於是北關東最大的總站，包括新幹線在內的多條路線都集中於此，比縣廳所在地的中心站前橋站的上車人次更多，是群馬縣內車站最多。
- JR東日本 - 2019年（令和元年）度1日平均上車人次為32,160人[JR 1]。
  - 新幹線1日平均上車人次為14,594人[JR新幹線 1]。
- 上信電鐵 - 2018年度（平成30年度）1日平均上車人次為2,280人[上信電鉄 1]。
- JR貨物（貨物處理量）
  - 1993年度 約15,330公噸
  - 以後每年度0公噸。

近年1日平均上車人次推移如下表。
| 上車人次推移       | 上車人次推移 | 上車人次推移 | 上車人次推移 |
| 年度               | JR東日本     | JR東日本     | 上信電鐵     |
| 年度               | 計           | 新幹線       | 上信電鐵     |
| ------------------ | ------------ | ------------ | ------------ |
| 1987年（昭和62年） | 24,891       |              |              |
| 1988年（昭和63年） | 22,874       |              |              |
| 1989年（平成元年） | 24,355       |              |              |
| 1990年（平成02年） | 26,231       |              |              |
| 1991年（平成03年） | 28,848       |              |              |
| 1992年（平成04年） | 30,234       |              |              |
| 1993年（平成05年） | 30,139       |              |              |
| 1994年（平成06年） | 29,692       |              |              |
| 1995年（平成07年） | 29,634       |              |              |
| 1996年（平成08年） | 29,711       |              |              |
| 1997年（平成09年） | 29,080       |              | 2,741        |
| 1998年（平成10年） | 28,444       |              | 2,575        |
| 1999年（平成11年） | 27,913       |              | 2,425        |
| 2000年（平成12年） | 27,615       |              | 2,414        |
| 2001年（平成13年） | 27,905       |              | 2,250        |
| 2002年（平成14年） | 27,784       |              | 2,278        |
| 2003年（平成15年） | 27,830       |              | 2,126        |
| 2004年（平成16年） | 27,632       |              | 2,023        |
| 2005年（平成17年） | 27,698       |              | 2,038        |
| 2006年（平成18年） | 28,280       |              | 1,954        |
| 2007年（平成19年） | 28,366       |              | 1,952        |
| 2008年（平成20年） | 28,749       |              | 2,082        |
| 2009年（平成21年） | 27,736       |              | 2,049        |
| 2010年（平成22年） | 27,443       |              | 2,052        |
| 2011年（平成23年） | 27,710       |              | 2,022        |
| 2012年（平成24年） | 28,733       | 13,027       | 2,161        |
| 2013年（平成25年） | 29,468       | 13,515       | 2,158        |
| 2014年（平成26年） | 29,111       | 13,598       | 2,362        |
| 2015年（平成27年） | 29,748       | 14,013       | 2,295        |
| 2016年（平成28年） | 29,960       | 14,208       | 2,215        |
| 2017年（平成29年） | 31,012       | 14,468       | 2,234        |
| 2018年（平成30年） | 32,169       | 14,594       | 2,280        |
| 2019年（令和元年） | 32,160       | 14,293       |              |

## 車站周邊

### 東口周邊
- 東日本旅客鐵道高崎支社
- 山田電機本社併設店舗大樓
- 大照相机
- 太陽誘電
- 高崎109电影院
- 中央Wellness俱乐部
- 高崎塔美術館
- BAOO高崎（舊高崎競馬場）
- 高崎市中央体育館
- 高崎保險事務所
- 群馬Paz大學
- 高崎巴士中心

### 西口周邊
- 收音机高崎
- 高島屋
- 塔记录
- 高崎華盛頓酒店
- 高崎都市酒店
- APA酒店
- 東橫INN
- 高崎市美術館
- 上信電鐵本社

## 历史
- 1884年（明治17年）5月1日 - 開業。
- 1884年（明治17年）8月20日 - 至前橋路線（現在的兩毛線）開通。
- 1885年（明治18年）10月15日 - 至橫川路線（現在的信越本線）開通。
- 1897年（明治30年）5月10日 - 上信電鐵開業。
- 1982年（昭和57年）4月 - 車站大樓完成。
- 1982年（昭和57年）11月15日 - 上越新幹線開業。
- 1987年（昭和62年）4月1日 - 國鐵分割民營化、上越新幹線、信越本線、高崎線、上越線由JR東日本繼承。
- 1997年（平成9年）10月1日 - 長野新幹線開業。
- 2001年（平成13年）9月21日 - 湘南新宿線運行開始
- 2004年（平成16年）10月16日 - 1號線不再用於旅客運輸
- 2005年（平成17年）7月3日 - 東西2個改札統合成1個。
- 2005年（平成17年）9月25日 - 新設新幹線直通改札口。
- 2015年（平成27年）3月14日 - 上野東京線運行開始、北陸新幹線長野至金澤通車營運

## 車站便當
高崎站的車站便當皆由高崎便當調製與販賣。
- あさま（高崎便當）
- 岩魚鮨（高崎便當）
- 大人の休日群馬の風味（高崎便當）
- おふくろの味おにぎり便當（高崎便當）
- 懐石便當（高崎便當）
- 上州三山便當（高崎便當）
- 上州肉三昧（高崎便當）
- 上州の朝がゆ（高崎便當）
- 上州舞茸便當（高崎便當）
- 上州わっぱ（高崎便當）
- だるま便當（高崎便當）
- 特製おべんとう（高崎便當）
- 鳥めし（高崎便當）
- ハローキティのだるま便當（高崎便當）
- 焼豚チャーシュー便當（高崎便當）
- 薬膳竹篭めし（高崎便當）

## 相鄰車站
東日本旅客鐵道
上越新幹線
本庄早稻田－高崎－上毛高原
北陸新幹線（途經長野）
本庄早稻田－高崎－安中榛名
■高崎線
- 特急「草津」「赤城號列車」停車站

■特別快速
倉賀野－高崎
■快速「Urban」、■普通
倉賀野－高崎－（上越線/兩毛線）
■上越線、■兩毛線（兩毛線在此站－新前橋站間為上越線）
- 特急「赤城」停車站

■通勤快速、■快速「Urban」、■普通
（高崎線）－高崎－高崎問屋町
■吾妻線（此站－澀川站間為上越線）
- 特急「草津」停車站

■普通
高崎－高崎問屋町
■八高線（倉賀野站－此站間為高崎線）
倉賀野－高崎
■信越本線
高崎－北高崎
上信電鐵
■上信線
高崎－南高崎

### 使用情況

#### JR東日本
1. ↑  . 東日本旅客鉄道.   [2019-07-05]. （原始内容存档于2020-05-14）.
2. ↑  . 東日本旅客鉄道.   [2019-03-24]. （原始内容存档于2007-10-28）.
3. ↑  . 東日本旅客鉄道.   [2019-03-24]. （原始内容存档于2019-03-22）.
4. ↑  . 東日本旅客鉄道.   [2019-03-24]. （原始内容存档于2019-03-22）.
5. ↑  . 東日本旅客鉄道.   [2019-03-24]. （原始内容存档于2019-03-22）.
6. ↑  . 東日本旅客鉄道.   [2019-03-24]. （原始内容存档于2019-03-22）.
7. ↑  . 東日本旅客鉄道.   [2019-03-24]. （原始内容存档于2006-06-16）.
8. ↑  . 東日本旅客鉄道.   [2019-03-24]. （原始内容存档于2019-03-22）.
9. ↑  . 東日本旅客鉄道.   [2019-03-24]. （原始内容存档于2019-03-22）.
10. ↑  . 東日本旅客鉄道.   [2019-03-24]. （原始内容存档于2014-10-06）.
11. ↑  . 東日本旅客鉄道.   [2019-03-24]. （原始内容存档于2019-03-22）.
12. ↑  . 東日本旅客鉄道.   [2019-03-24]. （原始内容存档于2011-07-10）.
13. ↑  . 東日本旅客鉄道.   [2019-03-24]. （原始内容存档于2018-07-07）.
14. ↑  . 東日本旅客鉄道.   [2019-03-24]. （原始内容存档于2019-03-24）.
15. ↑  . 東日本旅客鉄道.   [2019-03-24]. （原始内容存档于2019-03-24）.
16. ↑  . 東日本旅客鉄道.   [2019-03-24]. （原始内容存档于2019-03-24）.
17. ↑  . 東日本旅客鉄道.   [2019-03-24]. （原始内容存档于2019-03-23）.
18. ↑  . 東日本旅客鉄道.   [2019-03-24]. （原始内容存档于2019-03-24）.
19. ↑  . 東日本旅客鉄道.   [2018-07-13]. （原始内容存档于2018-07-06）.
20. ↑  . 東日本旅客鉄道.   [2019-07-05]. （原始内容存档于2020-05-14）.
21. ↑  . 東日本旅客鉄道.   [2020-07-11]. （原始内容存档于2020-07-22）.

新幹線
1. ↑  . 東日本旅客鉄道.   [2019-07-05]. （原始内容存档于2019-07-05）.
2. ↑  . 東日本旅客鉄道.   [2019-03-24]. （原始内容存档于2018-07-11）.
3. ↑  . 東日本旅客鉄道.   [2019-03-24]. （原始内容存档于2018-07-11）.
4. ↑  . 東日本旅客鉄道.   [2019-03-24]. （原始内容存档于2018-04-16）.
5. ↑  . 東日本旅客鉄道.   [2019-03-24]. （原始内容存档于2018-07-13）.
6. ↑  . 東日本旅客鉄道.   [2019-03-24]. （原始内容存档于2018-08-19）.
7. ↑  . 東日本旅客鉄道.   [2019-03-24]. （原始内容存档于2018-07-09）.
8. ↑  . 東日本旅客鉄道.   [2019-07-05]. （原始内容存档于2019-07-05）.
9. ↑  . 東日本旅客鉄道.   [2020-07-11]. （原始内容存档于2020-07-10）.

#### 上信電鐵
1. 1 2   (PDF). 高崎市: 32.   [2019-07-05]. （原始内容 (PDF)存档于2019-07-05）.
2. 1 2 3   (PDF). 高崎市: 41.   [2019-03-24]. （原始内容 (PDF)存档于2019-03-24）.
3. 1 2 3   (PDF). 高崎市: 41.   [2019-03-24]. （原始内容 (PDF)存档于2019-03-24）.
4. 1 2   (PDF). 高崎市: 36.   [2019-03-24]. （原始内容 (PDF)存档于2019-03-24）.

## 外部連結
- 車站資訊（高崎）：東日本旅客鐵道

36°19′22″N 139°00′46″E / 36.32278°N 139.01278°E